# Ceramiche Refin-Mobilvetta
Refin-Mobilvetta oder Refin-Cantina Tollo war ein italienisches Radsportteam im Straßenradsport welches von 1995 bis 1997 aktiv war. Größte Erfolge waren die Etappensiege bei der Tour de France 1996 und beim Giro d’Italia 1996.

## Geschichte
Die Mannschaft wurde 1995 als Refin-Cantina Tollo auf Initiative des Managers Primo Franchini gegründet, der die Mannschaft Brescialat-Ceramiche Refin verließ, um eine neue Mannschaft zu gründen. Dabei folgten ihm Felice Puttini, Fabio Roscioli, Roberto Pelliconi und Heinz Imboden ins neue Team. Schon im ersten Jahr nahm die Mannschaft am Giro d’Italia teil, bei dem Heinz Imboden den 8. Platz erreichte. 1996 engagierte das Team Djamolidine Abdoujaparov in der Hoffnung, eine beträchtliche Anzahl von Wettrennen zu gewinnen. In der Mannschaft befand sich überdies Andreas Kappes. Nach einem erfolgreichen Saison 1996 wurde die Mannschaft zur Tour de France eingeschrieben, bei der sie die 15. Etappe mit Abdoujaparov gewinnen konnte. 1997 erweiterte das Team seine Mannschaft mit Stefano Colage und Marco Lietti. Diese Mannschaft nahm zum letzten Mal am Giro d'Italia und an der Vuelta a España teil. Hauptsponsor von 1995 bis 1997 war Ceramiche Refin, ein Keramikbetrieb mit Sitz in Salvaterra (Casalgrande).

## Erfolge
1995
- Gesamtwertung und eine Etappe Giro del Trentino
- Le Samyn
- Trofeo dello Scalatore
- Subida Urkiola
- eine Etappe Tirreno-Adriatico
- eine Etappe Hofbräu Cup
- Schweizer Meister – Strassenrennen

1996
- eine Etappe Tour de France
- eine Etappe Giro d’Italia
- eine Etappe Tour de Suisse
- zwei Etappen Giro del Trentino
- eine Etappe Rheinland-Pfalz-Rundfahrt
- eine Etappe Hessen-Rundfahrt
- eine Etappe Settimana Internazionale Coppi e Bartali
- eine Etappe Tirreno-Adriatico
- eine Etappe Murcia-Rundfahrt
- eine Etappe Portugal-Rundfahrt
- eine Etappe Murcia-Rundfahrt
- eine Etappe Grand Prix Tell
- Criterium d’Abruzzo
- Zomergem–Adinkerke
- GP d'Europe
- Mailand–Vignola
- Schweizer Meister U23 – Strassenrennen

1997
- GP d'Europe
- Alassio Cup